# بيتر هارفي (صحفي)
بيتر هارفي (بالإنجليزية: Peter Harvey)‏ هو صحفي أسترالي، ولد في 16 سبتمبر 1944 في Bellevue Hill, New South Wales ‏ في أستراليا، وتوفي في 2 مارس 2013 في St Leonards, New South Wales ‏ في أستراليا بسبب سرطان البنكرياس.